# Хайфа (аэропорт)
Международный аэропорт Хайфа (ивр. נְמַל הַתְּעוּפָה חֵיפָה‎, Немаль ха-теуфа Хайфа; араб. مطار حيفا‎, ИКАО:LLHA, ИАТА:HFA), им. Ури Михаэли — международный аэропорт города Хайфа, Израиль. Расположен в 5.2 километрах от центра города, в припортовой зоне Хайфского залива.
В связи с короткой длиной ВПП в 1300 м, аэропорт может обслуживать только небольшие самолёты типа ATR-72, тем самым ограничивая дальность полётов и количество обслуживаемых пассажиров. Тем не менее, аэропорт является головной базей регионального перевозчика airHaifa и принимает внутренние и международные пассажирские рейсы из стран восточного средиземноморья.

## История
Аэродром был построен при британском мандате в 1934 году и был первым международным аэропортом в Палестине (Эрец-Исраэль). Он использовался ВВС Великобритании и британско-иракской нефтяной компанией APS. В 1936 году были открыты прямые регулярные рейсы в города Никосия (Кипр) и Бейрут (Ливан), а в 1938 году — в Италию. В тот год треть авиарейсов в Палестину (Эрец-Исраэль) совершали посадку на данном аэродроме. В 1940 году из-за Второй мировой войны были прекращены все гражданские рейсы из Хайфы и аэродром был переименован в RAF Haifa (База Королевских ВВС Хайфа) и использовался ВВС Великобритании. RAF Haifa работал с 1942 по 1948 год.
В 1948 году, после обретения независимости Государства Израиль, военный аэропорт был закрыт, но позже был открыт для гражданских перевозок. Первой авиакомпанией, совершавшей рейсы из аэропорта, стала Cyprus Airways. Через десять лет из Хайфы стала летать Arkia Israel Airlines. Несмотря на это, статус международного аэропорт получил только в 1994 году. Тогда планировалось, что аэропорт будет обслуживать европейские рейсы. Менее чем через год аэропорт был выставлен на продажу. Большой интерес выразила французская строительная группа Bouygues, а также компания British Aerospace.
Показатели предприятия начали расти с 1996 года с началом полётов компании Israir. Рост увеличивался в 1998 году с приходом компании Aeroel. Компания Royal Wings увеличила количество маршрутов из аэропорта, предложив рейсы в Иорданию, в то время как компания Scorpio начала осуществлять полёты в Египет. В 1998 году был открыт новый терминал для удовлетворения потребностей пассажиров в новом современном аэропорту. Раньше в аэропорту было три ВПП, из них только две сохранились до сегодняшнего дня и только одна используется по назначению.
В 2001 году возобновились переговоры о расширении аэропорта, когда министр финансов Сильван Шалом призвал инвестировать 800 млн шекелей для превращения аэропорта в предприятие, соответствующее международным стандартам.
В 2007 году наблюдалось первое увеличение пассажиропотока (на 25 %) и количества операций (на 7 %) за последние пять лет по сравнению с данными за предыдущий год. В общем, между пиковыми значениями своей операционной деятельности, с 1999 по 2007 год пассажиропоток сократился на 50 %, а количество операций с 2002 по 2007 год сократилось на 34 %.
В 2014 году был открыт новый вход в терминал с северной стороны. В 2016 году завершены работы по модернизации восточного перрона для легкомоторных самолетов. В феврале 2017 года министр транспорта Исраэль Кац принял решение разрешить открытие магазинов беспошлинной торговли Duty Free в аэропорту с целью повысить его привлекательность для пассажиров.
В течение 2010-х годов периодически возникали планы расширения хайфского аэропорта, короткая взлётно-посадочная полоса которого (1326 метров) не позволяет принимать крупные или дальнемагистральные самолёты. В ноябре 2023 года национальный комитет по инфраструктурам утвердил планы расширения хайфского аэропорта. При этом в решении особо упоминается, что удлинить взлётно-посадочную полосу не представляется возможным по техническим причинам, в частности — из-за высоких кранов морского порта, хребта Кармеля и близости базы ВВС «Рамат Давид». Таким образом, хайфский аэропорт останется аэропортом местного значения, в расписании полётов из которого по-прежнему останутся лишь близко расположенные аэропорты типа Эйлата, Кипра и Греции. Тем не менее, хотя взлётно-посадочную полосу удлинить невозможно, было принято решение её расширить, чтобы позволить аэропорту принимать самолёты большего размера из аэропортов Европы и Ближнего Востока.
В сентябре 2024 года airHaifa планирует начать выполнять бюджетные рейсы на приобретенных ею новых самолетах ATR 72 в Эйлат и близлежащие международные направления в Средиземноморском бассейне и его окрестностях.

## Статистика

### 1999—2004
| Год  | Кол-во пассажиров |
| ---- | ----------------- |
| 1999 | 130 571           |
| 2000 | 137 858           |
| 2001 | 120 301           |
| 2002 | 127 200           |
| 2003 | 93 385            |
| 2004 | 70 381            |

### 2005—2011
Данные с официального сайта аэропорта (англ.).
| Год  | Внутренние рейсы | Внутренние рейсы | Международные рейсы | Международные рейсы |
| Год  | Пассажиры        | Операции         | Пассажиры           | Операции            |
| ---- | ---------------- | ---------------- | ------------------- | ------------------- |
| 2005 | 60 804           | 12 852           | 530                 | 230                 |
| 2006 | 51 989           | 12 471           | 399                 | 143                 |
| 2007 | 64 992           | 13 337           | 559                 | 194                 |
| 2008 | 64 152           | 13 403           | 657                 | 234                 |
| 2009 | 48 549           | 8 233            | 2128                | 481                 |
| 2010 | 79 492           | 12 970           | 3659                | 632                 |
| 2011 | 67 933           | 11 032           | 6311                | 1035                |
| 2012 | 66 750           | 10 090           | 11 283              | 1947                |